# Marjan Jevnikar
Marjan Jevnikar, inženir, kulturni delavec, * 13. avgust 1949, Trst.

## Življenje in delo
Rodil se je v Trstu, oče Martin, univerzitetni profesor, mati Neda (rojena Abrami), profesorica. Obvezno šolanje je opravil na slovenskih šolah v Trstu, nato je maturiral leta 1968 na slovenskem Klasičnem liceju v Trstu. Vpisal se je na Univerzo v Trstu in diplomiral iz inženjerije. Mnogo let je delal za priznano podjetje po celem svetu, kasneje je postal profesor tehničnih predmetov na višji srednji šoli Jožef Štefan v Trstu, do upokojitve.
Že kot mlad fant se je Marjan Jevnikar približal Slovenskim tržaškim skavtom - STS (spodbujal ga je Jože Prešeren) in organizaciji ostal zvest mnogo let, saj je vodil nešteto skavtskih taborov in bil voditelj mnogim skupinam, sodeloval je pri združitvi tržaških skavtov najprej z žensko vejo in nato z goriškimi skavti v sedaj enotno organizacijo SZSO - Slovensko zamejsko skavtsko organizacijo. Več let je bil načelnik SZSO.
Marjan Jevnikar je delal tudi na družbi RAI za slovenske programe in je bil mnogo let snemalni tehnik za Radijski oder. Ko je morala skupina iskati novi snemalni študij (saj po novih pravilih niso več smeli snemati v prostorih družbe RAI), je Jevnikar sodeloval pri ustanovitvi studija Trak leta 1991 v centru Trsta. Med leti 2001 - 2016 je bil tudi predsednik Radijskega odra, s skupino je kot tehnik posnel ogromno radijskih iger in nasplošno sodeluje pri marsikaterem projektu.
Marjan Jevnikar je predsednik zadruge Slovenski dom, ki nima pridobitniškega značaja in je namenjena predvsem upravljanju imovin, ki služijo za kulturno in prosvetno dejavnost slovenskih ustanov in organizacij v Trstu. Več let je tudi član DSI - Društva slovenskih izobražencev.
Od same ustanovitve Sklada Albina Ločičnika leta 2012 je Marjan Jevnikar član komisije, ki podeljuje slovenskim univerzitetnim študentom inženirstva iz Furlanije Julijske krajine študijske štipendije.